# Долинская, Полина Владимировна
Поли́на Влади́мировна Доли́нская (род. 31 декабря 1988) — российская актриса театра и кино, дочь заслуженного артиста России Владимира Долинского и актрисы Натальи Волковой. Известна по главной роли в сериале «Маруся».
Родилась 31 декабря 1988 года в актёрской семье: отец — заслуженный артист России Владимир Абрамович Долинский, актёр театра «У Никитских ворот», мать — актриса Наталья Волкова (после рождения дочери ушла из профессии, полностью посвятив себя семье). В 2009 году окончила ВТУ им. М. С. Щепкина (курс В. Н. Иванова и В. М. Бейлиса). С 2009 года — актриса Государственного академического Малого театра.

## Личная жизнь
С января 2013 года замужем за актёром Малого театра Дмитрием Мариным. 19 августа 2022 года родила сына Даниила.

## Роли в театре

### Государственный академический Малый театр
- 2009 — «Умные вещи» С. Я. Маршака — Дочка барина
- 2009 — «Горе от ума» А. С. Грибоедова — Княжна Тугоуховская
- 2010 — «Бешеные деньги» А. Н. Островского — Лидия Юрьевна Чебоксарова
- 2010 — «Дон Жуан» А. К. Толстого — Дочь
- 2012 — «Горе от ума» А. С. Грибоедова — Софья Павловна
- 2012 — «Священные чудовища» Ж.Кокто — Лиан
- 2012 — «Дети Ванюшина» С. А. Найдёнова — Людмила
- 2013 — «Как обмануть государство» («Школа налогоплательщиков») Л.Вернея и Ж.Берра — Жульетта
- 2014 — «Маскарад» М. Ю. Лермонтова — Нина
- 2015 — «Восемь любящих женщин» Р.Тома — Луиза
- 2016 — «Васса Железнова — первый вариант» М.Горького — Анна

## Фильмография
| Год  |   | Название                        | Роль                               |
| ---- | - | ------------------------------- | ---------------------------------- |
| 2003 | ф | Спасти и выжить                 | дочь Журавина                      |
| 2006 | ф | Парк советского периода         | подруга Алёны                      |
| 2007 | с | Путейцы, 1 серия                | эпизод                             |
| 2007 | ф | Таксистка-4                     | эпизод                             |
| 2007 | ф | Голоса рыб                      | Инна                               |
| 2008 | с | Тяжёлый песок, 2,4 серии        | Марлен, швейцарская подружка Якова |
| 2009 | ф | Петля                           | Наташа                             |
| 2009 | ф | Правосудие волков               | Светка—молдаванка                  |
| 2009 | ф | Ранний рассвет                  | Инна                               |
| 2010 | ф | Шериф, фильм 4 «Халява»         | Мила                               |
| 2010 | с | Маруся                          | Маруся Руденко-Нечаева             |
| 2011 | с | Маруся. Возвращение, телесериал | Маруся Руденко-Нечаева             |
| 2011 | ф | Лето Индиго                     | вожатая в летнем лагере            |
| 2012 | ф | Петрович, серия «Мать»          | главная роль[какая?]               |
| 2015 | ф | Озабоченные                     | редактор «Афиши»                   |